# Esra Dermancıoğlu
Esra Dermancıoğlu   (Istanbul, 7 de desembre de 1968) és una actriu turca coneguda per interpretar la malvada i vulgar Mukaddes Ketenci a la sèrie Fatmagül'ün Suçu Ne? i a Cennet Hatun en la sèrie Muhteşem Yüzyıl Kösem.

## Biografia
És familiar de Zeynel Abidin Cümbüş. Va estudiar durant 5 anys a Suïssa i els EUA la carrera d'Administració. Però després es va decidir per l'actuació. Parla turc i anglès amb fluïdesa, també parla una mica d'espanyol i italià. És amiga de l'actriu turca Beren Saat i també dels actors Fırat Çelik, Boran Kuzum i Civan Canova. El 1999 es va casar i la parella va tenir una filla que van anomenar Refia (2002), però el 2006 es van divorciar.

## Carrera
El 2010 es va unir a l'elenc de l'aclamada i popular sèrie turca Fatmagül on va donar vida a Mukaddes Ketenci, fins al 2012. El 2015 es va unir a l'elenc de la sèrie turca Muhteşem Yüzyıl Kösem on va interpretar Cennet Hatun, una integrant del cercle proper i amiga de Kösem Sultan (Beren Saat) que va durar fins al 2016 on el seu personatge fos assassinat.

## Filmografia

### Sèries de televisió
| Any         | Personatge         | Sèrie                        | Notes                       |
| ----------- | ------------------ | ---------------------------- | --------------------------- |
| 2015 - 2016 | Cennet Hatun       | Muhteşem Yüzyıl Kösem 5      | -                           |
| 2013        | Sukran Tuncay      | Doksanlar                    | -                           |
| 2013        | Sukriye "Susu"     | Galip Dervis                 | episodi "Dervis veu Medyum" |
| 2010 - 2012 | Mukaddes Ketenci   | Fatmagül'ün Suçu Ne?         | Antagonista Principal       |
| 2017 2018   | Zehra Celen Ceylan | Kirgin cikçeler Şahin Tepesi | Elenc Principal             |
| 2018-2020   | Behice Hekimoğlu   | Bir Zamanlar Çukurova        |                             |

### Pel·lícules
| Any  | Títol                   | Rol                | Notes |
| ---- | ----------------------- | ------------------ | ----- |
| 2010 | Moral Bozukluğu ve 31   | Veina sexi         |       |
| 2014 | Kadin Isi Banka Soygunu | Dürdane            |       |
| 2015 | Hayalet Dayı            | Samet              |       |
| 2015 | Merdiven Baba           | Süheyla            |       |
| 2017 | Ayla                    | Sebahat Dilbirliği |       |